# Cartuja San José

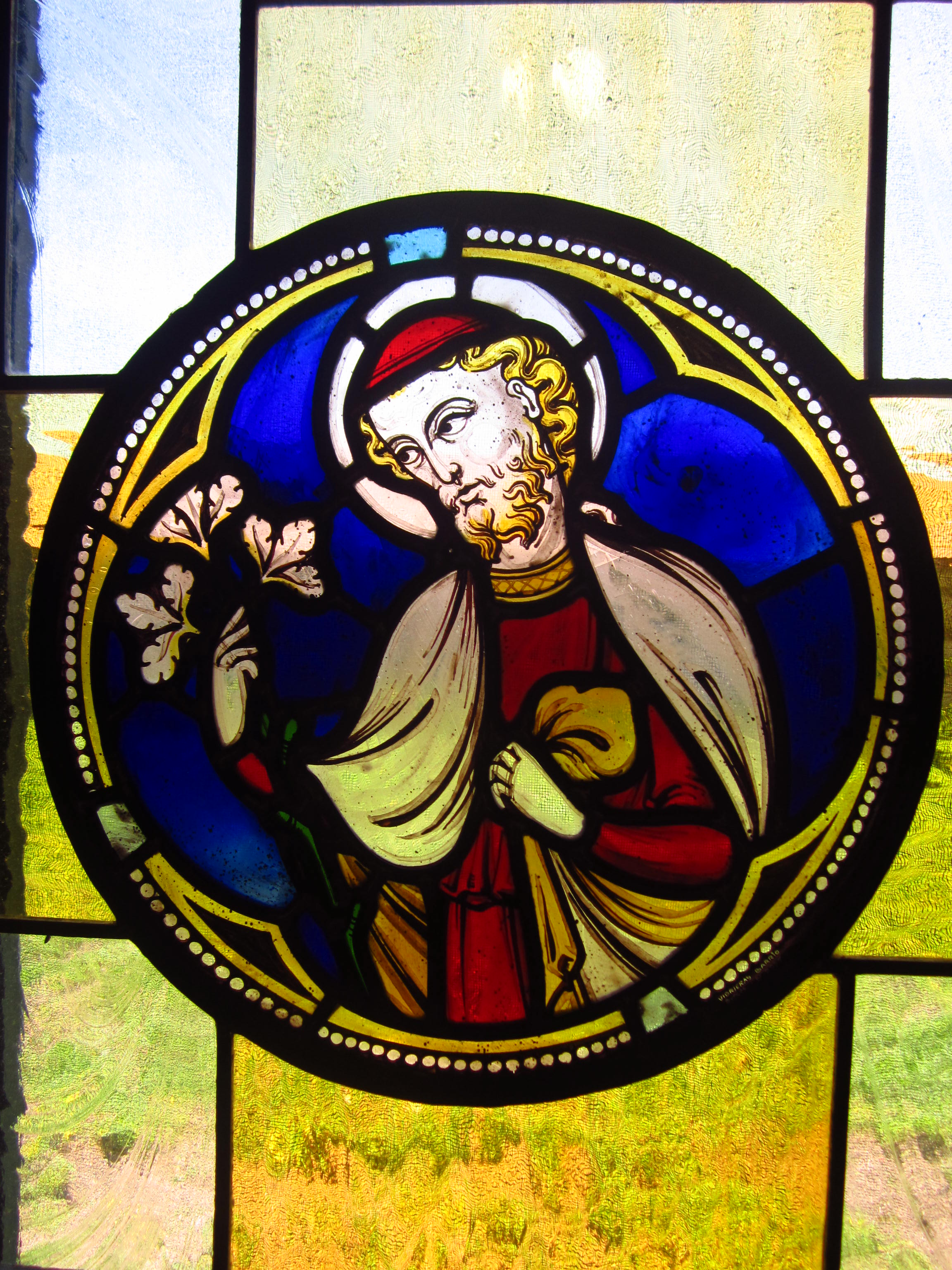
Vitral de San José que se encuentra en esta Cartuja

La Cartuja de San José es un monasterio de la Orden de los Cartujos en Deán Funes (Córdoba) (exactamente en las Sierras de Sauce Punco) en Argentina. Es el tercer monasterio de este tipo en América y el primero en Hispanoamérica.

## Fundación
La idea de fundar en Argentina surgió en 1995, debido a que las vocaciones a la Cartuja en este país debían emigrar a España u otros lugares. En 1997 el proyecto fue aprobado por el Capítulo General de la Orden y avalado por la Conferencia Episcopal Argentina. Ese año se enviaron cuatro monjes a Argentina con la misión de encontrar un lugar apropiado. Estos monjes fundadores, de España, Argentina y Alemania, encontraron en el “Campo de la Trinidad” (a 10 kilómetros de Deán Funes) el lugar ideal para el nuevo monasterio.

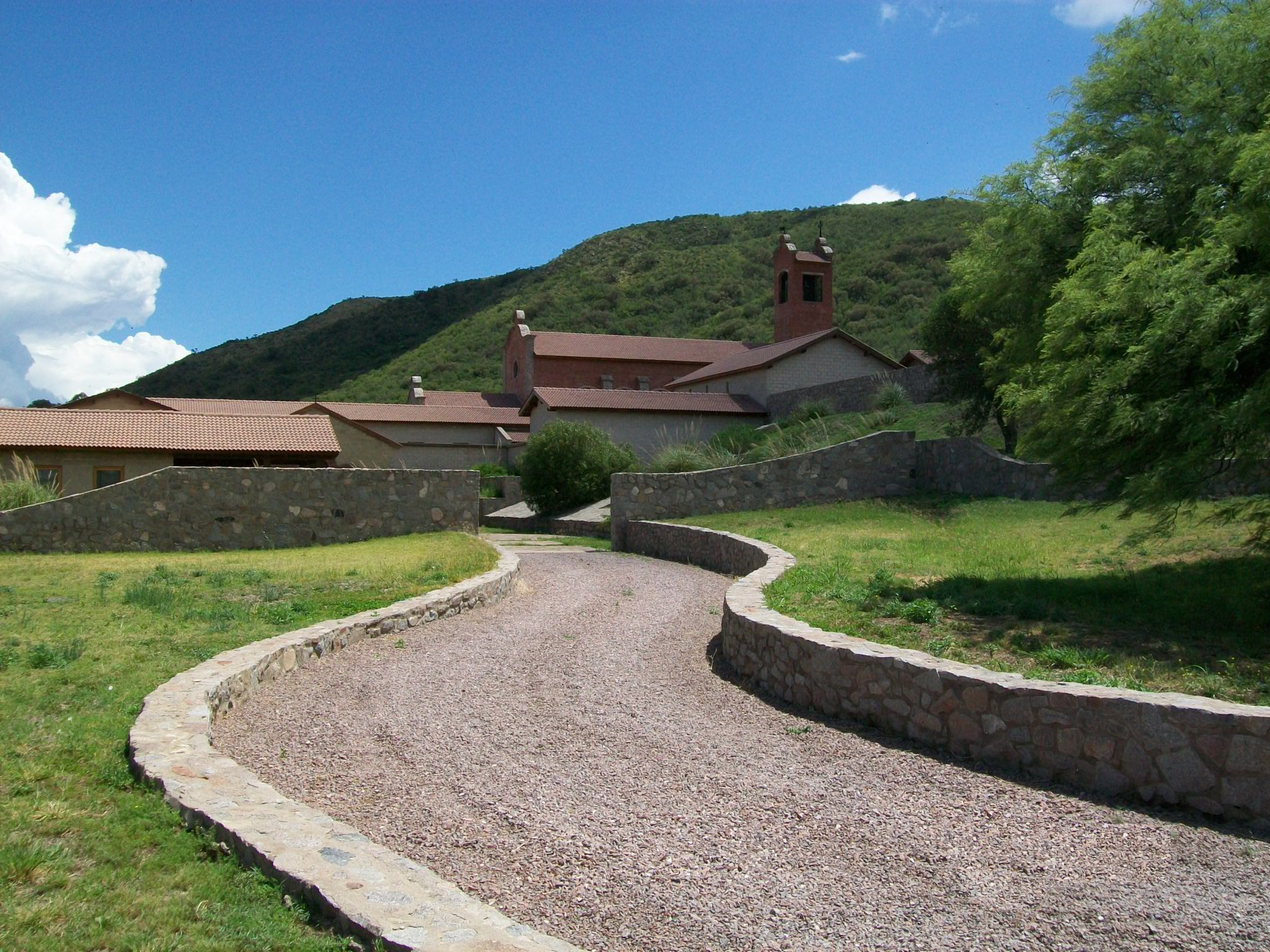
Entrada del monasterio.

## Monasterio
El arquitecto a quien se le confió el diseño de esta Cartuja fue Federico Shanahan, quien recorrió diversas cartujas en Europa con el fin de asesorarse sobre las características con que debía contar un monasterio cartujo. El 15 de octubre de 1998 se inauguró una pequeña parte de la construcción, lo imprescindible para que los monjes fundadores puedan llevar adelante su vida monástica y recibir aspirantes. Luego de seis años, el 19 de marzo de 2004, día de San José, se inauguró en forma definitiva el Monasterio. La construcción es de tipo tradicional: sólida, amplia, con materiales rústicos pero durables. Cuenta con 22 celdas, una iglesia y varias capillas, un refectorio, una sala capitular, una hospedería (solo reciben a sus familiares) y otras dependencias. Cuenta con una docena de monjes de varias nacionalidades.